# Бабак, Владимир Петрович
Влади́мир Петро́вич Баба́к (род. 19 июля 1937) — советский и российский авиаконструктор, руководитель научно-производственного концерна «Штурмовики Сухого».

## Биография
Родился 19 июля 1937 года в городе Киеве, Украина.
Окончил Московский авиационный институт им. С. Орджоникидзе в 1960 году.
С 1959 года работал в ОКБ П. О. Сухого. Участвовал в разработке Су-7, Су-9, Су-11, Су-15. Работал на заводе № 51 (ОКБ П. О. Сухого).
В 1964—1981 годах — работал в Госкомитете по авиационной технике и в Министерстве авиационной промышленности.
С 1981 года — заместитель главного конструктора машиностроительного завода им. П. О. Сухого, с 1991 года — главный конструктор АООТ «ОКБ Сухого».
В 1992 году возглавил созданный на базе предприятий — разработчиков и производителей самолёта Су-25 научно-производственный концерн «Штурмовики Сухого».
В данный момент является Президентом НПК "Штурмовики Сухого".